# يورغن شورناغل
يورغن شورناغل (بالألمانية: Jürgen Schornagel) هو ممثل ألماني، ولد في 1939 بإسن في ألمانيا.

## وصلات خارجية
- يورغن سسحورناجيل على موقع IMDb (الإنجليزية)
- يورغن سسحورناجيل على موقع مونزينجر (الألمانية)
- يورغن سسحورناجيل على موقع قاعدة بيانات الأفلام العربية
- يورغن سسحورناجيل على موقع ألو سيني (الفرنسية)
- يورغن سسحورناجيل على موقع ألو سيني (الفرنسية)
- يورغن سسحورناجيل على موقع ميوزك برينز (الإنجليزية)
- يورغن سسحورناجيل على موقع أول موفي (الإنجليزية)
- يورغن سسحورناجيل على موقع قاعدة بيانات الأفلام السويدية (السويدية)
- يورغن سسحورناجيل على موقع قاعدة بيانات الفيلم (الإنجليزية)
- يورغن سسحورناجيل على موقع كينوبويسك (الروسية)